# Benjamin Schmideg
Benjamin Schmideg (Melbourne, 12 giugno 1986) è un attore australiano.
È conosciuto in Italia per aver interpretato il ruolo di Russell Skinner nella serie televisiva per ragazzi Geni per caso.

## Biografia
Benjamin Schmideg ha frequentato la scuola di recitazione Drama with a Difference ed il Mount Scopus Memorial College.
Debutta con un ruolo nel cast principale della serie televisiva High Flyers, interpretando JJ. Nel suo lavoro in televisione, inoltre, troviamo Geni per caso, Neighbours, Stingers, Short Cuts e Blue Heelers - Poliziotti con il cuore.
Sul grande schermo, ha interpretato un unico film, intitolato Take Away, sotto il ruolo di Kynan.
Schmideg è apparso anche in alcune produzioni teatrali, tra cui Piccoli gangsters, Sogno di una notte di mezza estate, Friends Forever e La persecuzione e l'assassinio di Jean-Paul Marat, rappresentato dalla compagnia filodrammatica dell'ospizio di Charenton sotto la guida del marchese de Sade.

## Filmografia
- High Flyers – serie TV (1999)
- Neighbours – serial TV, puntate 16x110[1]-16x214[2] (2000)
- Stingers – serie TV, episodi 4x10-5x15 (2001-2002)
- Take Away, regia di Todd Verow (2002)
- Short Cuts – serie TV, episodio 1x17 (2002)
- Blue Heelers - Poliziotti con il cuore (Blue Heelers) – serie TV, episodio 9x19 (2002)
- Geni per caso (Wicked Science) – serie TV, 52 episodi (2004-2006)

## Teatro
- Piccoli gangsters
- Sogno di una notte di mezza estate
- Friends Forever
- La persecuzione e l'assassinio di Jean-Paul Marat, rappresentato dalla compagnia filodrammatica dell'ospizio di Charenton sotto la guida del marchese de Sade
- Jonah; A very Fishy Tale

## Doppiatori italiani
Nei suoi film in versione italiana, Benjamin Schmideg è stato doppiato da:
- Daniele Raffaeli in Geni per caso

## Curiosità
- Ha una discreta padronanza della lingua ebraica e giapponese.